# Branko Vukelić
Branko Vukelić (ur. 9 marca 1958 w Karlovacu, zm. 3 maja 2013 tamże) – chorwacki polityk, inżynier i samorządowiec, parlamentarzysta, w latach 2003–2010 minister.

## Życiorys
W 1981 ukończył studia na wydziale elektrotechnicznym Uniwersytetu w Zagrzebiu. W latach 80. pracował jako projektant, kierował też działem w przedsiębiorstwa EAB Karlovac. Od 1991 do 1997 był prezesem oddziału koncernu naftowego INA. Zaangażował się w działalność polityczną w ramach Chorwackiej Wspólnoty Demokratycznej (HDZ). W 1993 został radnym miejskim swojej rodzinnej miejscowości. Od 1997 do 2001 pełnił funkcję burmistrza, po czym powrócił do wykonywania mandatu radnego. W 2002 powołany na przewodniczącego HDZ w żupanii karlowackiej oraz sekretarza generalnego tego ugrupowania.
W wyborach w 2003 po raz pierwszy uzyskał mandat posła do Zgromadzenia Chorwackiego. Z powodzeniem ubiegał się o reelekcję w wyborach w 2007 i 2011. W grudniu 2003 otrzymał nominację na ministra gospodarki, pracy i przedsiębiorczości w pierwszym rządzie Iva Sanadera. W utworzonym w styczniu 2008 jego drugim gabinecie objął stanowisko ministra obrony. Pozostał na tej funkcji również w lipcu 2009 w nowym rządzie z Jadranką Kosor na czele. Zakończył urzędowanie w grudniu 2010 podczas rekonstrukcji gabinetu. W 2009, w okresie kierowania przez niego resortem obrony, Chorwacja przystąpiła do NATO.
W lutym 2013, po ponad 20 latach członkostwa, Branko Vukelić wystąpił z HDZ, krytykując władze tego ugrupowania. Zmarł w maju tego samego roku na raka trzustki.